# 冯亦代

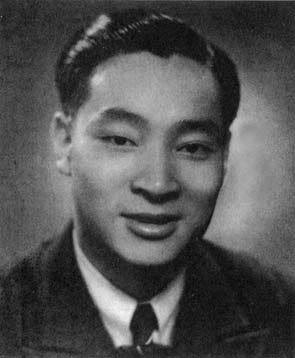
冯亦代

冯亦代（1913年—2005年2月23日），原名贻德，笔名楼风，男，浙江杭州人，中国作家、翻译家、出版家。

## 生平
1936年毕业于上海沪江大学工商管理系。1941年到重庆，任出版机构中外文化联络社经理。1943年组建中国业余剧社，任副社长（茅盾任社长）。1946年加入中国民主同盟。1949年后，历任新闻总署国际新闻局秘书长、外文出版社出版部主任、《中国文学》编辑部副主任、《读书》副主编。1957年被打成右派分子。此后，与学者章伯钧等交往很密，但其实是政府的眼线。 1993年与赵丹遗孀黄宗英结婚。2005年2月23日病逝于北京北大医院。

## 作品
著有散文集《龙套集》、《书人书事》、《漫步纽约》、《悔余日录》等，译有（美）海明威《第五纵队及其他》。